# ديفون-ليه-بان
ديفون-ليه-بان (بالفرنسية: Divonne-les-Bains)‏ هي بلدية فرنسية تقع في إقليم الآن في فرنسا. رمز إنسي لها هو:1143. أما الرمز البريدي لها فهو: 1220.